# Magdalena Grant
Magdalena Susana Grant Yupanqui (Santiago, 13 de marzo de 1987), también conocida como Mane Grant, es una periodista chilena, conocida por ser la primera conductora de la versión chilena del noticiero deportivo Central Fox del canal Fox Sports Chile. Se ha desempeñado como panelista en el programa Nexo ESPN de ESPN Chile.

## Trayectoria
Egresada y titulada como periodista de la Universidad Diego Portales, su primer trabajo en medios de comunicación fue en el año 2010, cuando realizó la práctica en el área deportiva de Televisión Nacional de Chile, donde le correspondió, entre otras cosas, cubrir el Mundial de Sudáfrica 2010.
Un año más tarde llegó al Canal del Fútbol, donde se desempeñó como reportera y condujo el programa Rank, que repasaba material de archivo de los mejores momentos del fútbol chileno. Rápidamente se ganó un espacio dentro del canal y pasó a ser el principal rostro femenino al convertirse en la conductora principal de CDF Noticias, el noticiero central del canal.
Después de más de tres años en el Canal del Fútbol, en julio de 2014 cambió de casa televisiva al sumarse a la recién inaugurada señal deportiva Fox Sports Chile, asumiendo como conductora del noticiero Central Fox Chile junto al exjugador, ahora comentarista deportivo, Rodrigo Goldberg.
En enero de 2015 fue una de las periodistas encargadas de cubrir el Rally Dakar de 2015 para toda Latinoamérica a través de la señal Fox Sports.
En agosto de 2016, fue sorpresivamente despedida de Fox Sports Chile junto a otro compañero por promocionar a través de las redes sociales un producto de la competencia del canal. Luego fue conductora del programa Buen Vivir de Radio FM Tiempo, junto a Vanesa Borghi y Sebastián Keitel, conductora del programa Cracks en el canal Vía X junto a Ivan Guerrero y además de ser la corresponsal en Rusia de ESPN para la Copa Confederaciones.
Desde el año 2018 es panelista y reportera en el programa Nexo ESPN de la señal ESPN Chile y en el programa Cónclave Deportivo de Radio La Clave.

## Vida personal
Magdalena jugó voleibol durante diez años. Realiza spinning y practica boxeo en sus ratos libres. Hoy se encuentra casada con un alto ejecutivo de una empresa multinacional.

## Televisión
| Año       | Programa             | Rol          | Canal            |
| --------- | -------------------- | ------------ | ---------------- |
| 2011      | Rank                 | Conductora   | Canal del Fútbol |
| 2012-2014 | CDF Noticias         | Conductora   | Canal del Fútbol |
| 2014-2015 | Central Fox Chile    | Conductora   | Fox Sports Chile |
| 2015      | Rally Dakar 2015     | Conductora   | Fox Sports       |
| 2016      | Fox Sports Radio     | Panelista    | Fox Sports Chile |
| 2016      | Nunca es Tarde       | Coconductora | Fox Sports Chile |
| 2016      | Malas Compañías      | Panelista    | Canal Vive       |
| 2017      | Copa Confederaciones | Corresponsal | ESPN Chile       |
| 2017      | Cracks               | Conductora   | Vía X            |
| 2017      | Deportes TVN         | Panelista    | TVN              |
| 2018-2019 | ESPN Nexo            | Panelista    | ESPN Chile       |

## Radio
| Año       | Programa           | Rol        | Radio          |
| --------- | ------------------ | ---------- | -------------- |
| 2016      | Cónclave Deportivo | Panelista  | Radio La Clave |
| 2017      | Buen Vivir         | Conductora | FM Tiempo      |
| 2018-2019 | Cónclave Deportivo | Panelista  | Radio La Clave |